# フォード島
フォード島（フォードとう、英語: Ford Island、ハワイ語: Poka ʻAilana）は、アメリカ合衆国ハワイ州、オアフ島の真珠湾の中央にある島嶼である。別名、ラビット島（Rabbit Island）あるいはマリンズ島（Marín's Island）、リトル・ゴーツ島（Little Goats Island）といい、現地語ではハワイ語: Mokuʻumeʻume という名称も用いられる。1825年の測量時には 135 ヘクタールだった島の面積は、1930年代に、真珠湾内に戦艦が進入できるよう、アメリカ海軍が浚渫した際の残土で埋め立てた結果、178 ヘクタールまで拡大した。
古代ハワイ人にとって、この地は豊穣の儀式を執り行う聖地であったが、1830年代にキリスト教の宣教師によって禁止されている。島は一度、カメハメハ1世からスペイン人脱走兵フランシスコ・デ・パウラ・マリンに与えられたが、後に王国へ返還された。その後、島は公売にかけられ、ジェームズ・アイザック・ドーセットが落札した後、キャロライン・ジャクソンに転売された。その後、彼女と結婚したセス・ポーター・フォード医師の所有となり、現在の名に改称された。フォードの死後、ジョン・パパ・イイが、フォードの息子から島を買い取り、サトウキビのプランテーションを拓いた。
1916年、フォード島の一角をアメリカ陸軍が購入し、飛行部隊の運用をハワイで行うために使用し始めた。その後1939年までに、アメリカ海軍が戦艦と潜水艦の整備基地とするため用地を順次取得していく。1910年代から1940年代にかけて、島はアメリカ海軍の太平洋における戦略上の中枢基地として拡張され続けた。1941年12月7日、フォード島はアメリカ太平洋艦隊を目標とした日本艦隊による真珠湾攻撃の主戦場と化した。1964年には国定歴史建造物に指定され、2011年の段階で、歴史保存ナショナルトラストは、合衆国内で最も危機に瀕している歴史遺産として登録している。
1990年代末までに、数百万ドルが投じられ、架橋などのインフラ整備と不動産開発が行われた。フォード島は引き続き太平洋における活動の中心的な役割を果たしており、太平洋戦闘センターなどの軍事施設や、NOAA 太平洋津波監視センター等の民間施設が設けられている。また、この島は『トラ・トラ・トラ!』や『パール・ハーバー』などの映画で取り上げられ、アリゾナ記念館や戦艦ミズーリ記念館には国内外から多くの観光客が訪れる。

## 地理
フォード島はハワイ諸島のオアフ島南部、真珠湾内に位置する。真珠湾はウェスト・ロック、ミドル・ロック、イースト・ロックの3水域に分かれており、フォード島はそのイースト・ロックの中央に位置する。長さ 2.4 キロメートル、幅、1.2 キロメートルで、面積は、1930年から1940年までの間に 135ヘクタールから 178 ヘクタールにまで増えている。これは島の周囲の湾内を浚渫した際の残土で埋め立てたことによる。 地形はほぼ平坦だが、標高は 1.5 メートルから 4.6 メートル まで差があり、真珠湾へ向けて傾斜している。 この島の北側の端から真珠湾を越えて、より広いオアフ島のハラワへ繋がる、全長 1,424 メートルの東西に伸びる橋がかかっている。
島の土壌は火山起源の砂礫とラグーンの堆積物、珊瑚礁の残骸、そして浚渫砂泥から成っており、そのうち火山起源のものは風食した火山灰土や風化した凝灰岩や玄武岩である。 フォード島は元々珊瑚礁の露頭だった。周囲にはモクヌイおよびモカイキという名の、2つの小島がある。

### 汚染
1991年、海軍が島内の土壌や地下水、周囲の海底堆積物を調査した結果、9種の金属、2種の準揮発性有機化合物、そして、ポリ塩化ビフェニルを検出した。汚染源として疑われたのは、1924年から1954年にかけて島東岸の中央にあった容量 85 万リットルの9基の燃料タンクと、1930年から1960年にかけて実施された南西部 1.8 ヘクタールの埋め立て、そして北東側にある弾薬庫だった。 調査結果から汚染地域の新たな土砂による埋め込みが提案された。1994年、海軍は汚染土の除去と、地下水を監視する6つの調査井戸の設置を検討したが、結局、1995年には当初の提言が採用され、汚染土の上にあらたに土砂を敷き詰め（ギョウギシバなどの）侵食を防ぐ植生を移植した。封じ込め工事は1996年に完了した。

## 動植物
フォード島内の野生生物は、真珠湾海軍基地内とほぼ同様である。 野生動物はごく少なく、で、ハツカネズミやマングース、ドブネズミ、クマネズミ、イエスズメ、ブンチョウにインドハッカといった外来種が優勢である。絶滅危惧種のフクロウ（コミミズクの一種である）ハワイ固有種のプエオが島内で狩りをしているのが目撃されることがある。 島内のほぼすべての植物が在来のものではなく、その中にはカリフォルニアから持ち込まれた食用サボテンもあり、これは1700年代にフランシスコ・デ・パウラ・マリンが持ち込んだものである。島内の入江は古代ハワイ人に重用され、ボラやサバヒー、ハワイ周辺で取れるアンチョビーが水揚げされていた。合衆国国立公園局と魚類野生生物局は、真珠湾内とフォード島にある ワールド・ウォー II バラー・イン・ザ・パシフィック・ナショナル・モニュメントの戦跡を監視し管理している。

## 歴史

### 古代ハワイ人
古代ハワイの人々は、この島を  Mokuʻumeʻume （「魅力の島」もしくは「争いの島」の意）と呼ばれており、マカヒキ祭の間に行われた子供に恵まれない夫婦のために行われた儀式 (ʻume) に由来する。
ハワイ語で moku とは、「切断」や「2つに分ける」という意味があり、同時に「島嶼」の意もあった。
単語 ʻume は、「引く」もしくは「惹きつける」、「誘う」という意味があり、一般大衆のための儀式を示していた。
ハワイ出身の歴史家ハーブ・カワイヌイ・ケインは、ʻume について「求婚ゲーム」と考えていた。（処女でも未婚でもない）ʻume へ参加するために選ばれた者は大きな篝火を囲んで歌い、その間に、部族の長はマイレの枝を手に、詠唱しながら一人ひとり参加していた男女に触れていった。長に触れられた男女は、島内で人目につかない場所を見つけて愛を交わす。夫婦が褥を共にすることはなかったが、嫉妬を露わにすることは無作法と見なされた。この儀式で誕生した子供は、儀式の相手ではなく夫の実子として扱われている。 1830年に、この儀式はキリスト教の宣教師によって禁止された。
この地域の先住ハワイ人は  Ke Awalau o Puʻuloa と称していた。
彼らは島でスイカを栽培し、屋根を葺くために、ピリ草を収穫していた。ハワイの伝説では、女神  Kaʻahupahau が島である少女を殺害し、それを悔いた女神はそれ以上の殺人を禁止した。 Kaʻahupahau の兄弟 Kahiʻuka （歴史家の中には彼女の息子  Ku-maninini とする者もいる）は、フォード島の海面下にあった水中洞窟に居を構え、エワ・ビーチの人々に食物を与えていた巨大な水トカゲの Kanekuaʻana を飼っていたと言われている。

### カメハメハ王朝と18世紀の入植者

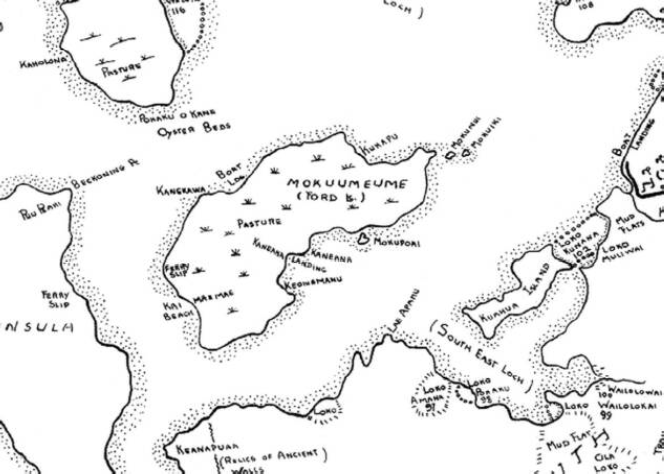
1873年から1915年にかけて編集された Mokuumeume の地図

正確な日付が記述された史料は無いが、ハワイ歴史協会の歴史家は1818年2月9日にフランシスコ・デ・パウラ・マリンが島を入手し、その後にカメハメハ1世がオアフ島を征服する助力として武器の供与を行ったことで、彼の名が島名となったと信じている。しかし、マリンの日誌にある1809年付けの記述には、速くとも1791年には島と周囲の海域での漁業権を得ていたとある。彼は食料確保のために船で羊や豚、山羊、ウサギを運び込み、島外から持ち込んだ野菜や果樹を植えた。
1825年、訪英中に麻疹により死去したカメハメハ2世とその王妃カママルの遺体を送り届けるために、HMSブロンド号を指揮して第7代バイロン男爵ジョージ・バイロン提督が到来した。
オアフ島に滞在中、彼はパール川（真珠湾）の地図を作製した。乗船していた博物学者、アンドリュー・ブロクサムは、フォード島でウサギと野鴨を狩って過ごしていた。測量を担当していたチャールズ・ロバート・モールデン中尉は、島を「ラビット島」と名づけた。1826年には、ヒラム・ポールディングがアメリカ海軍士官として初めて島を訪れた。マリンが主張する島の所有権は不確かで、通常、ハワイ人は外国人に土地の所有を認めてはいなかった。カメハメハ2世は島がマリンに貸与されていただけだと考えており、1850年代には、グレート・マヘレ法の下、島はカメハメハ4世（87ヘクタールを購入）とカメカメハ1世の孫娘で大族長の妻ケカウオノヒ（59ヘクタールを譲与）の2人に分譲された。
1865年8月28日、島は公売にかけられ、ジェームズ・I. ドーセットが1,040ドルで落札し、同じ年の12月28日にキャロライン・ジャクソンへ 1ドルで売却した。
セス・ポーター・フォードは、1851年にボストンから到来し、合衆国船員病院で医師として働き始めた。
フォードは、1866年6月にキャロライン・ジャクソンと結婚し、島の運営を開始するとともに島名をマリン島からフォード島へ変えた。1866年の内にフォードは亡くなり、島は息子のセス・ポーター・フォード2世に相続される。
フォードの息子が幼少の間はサンフォード・ドールが島を管理し、成人後の1891年にはジョン・パパ・イイの土地信託団体へ売却した。

### 砂糖の互恵通商

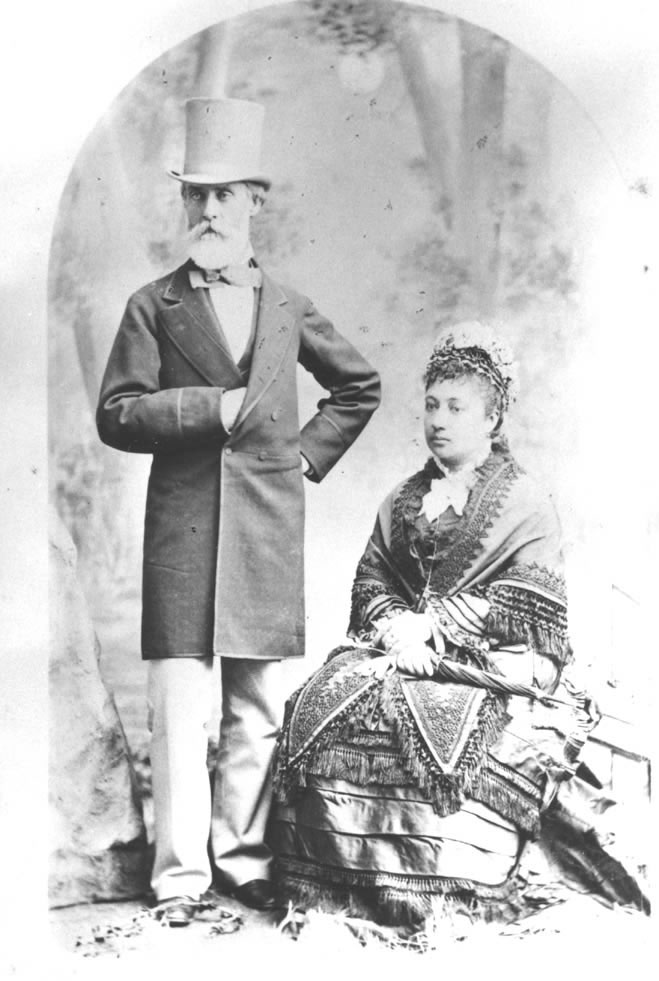
チャールズ・リード・ビショップとバーニス・パウアヒ・ビショップ夫妻

1778年にジェームズ・クック船長が来航した当時から、砂糖はハワイの重要な輸出品だった。 1850年代、合衆国がハワイ産砂糖に課していた関税は、ハワイの合衆国に対する税率よりもはるかに高く、カメハメハ3世は互恵通商を求めた。
1873年には、早くも合衆国軍事委員会は砂糖の関税を撤廃する代わりにフォード島を確保するよう勧告していた。 当時の太平洋軍管区に属していたジョン・スコフィールド少将とバートン・S. アレクサンダー名誉准将は、防衛能力を確認するためハワイに赴いた。 合衆国がハワイを管理することは、西海岸の防衛にとって不可欠と考えられ、彼らは特に真珠湾のプウロアに注目した。 の姻戚でハワイの外務大臣に就いており、プウロアの近くに別荘を所有していた外国人チャールズ・リード・ビショップは、ハワイのその入江の売却を提案した。彼は2人の米軍将官を連れてロック周辺を案内したが、彼の妻バーニス・パウアヒ・ビショップはハワイの土地を売却することを個人的に反対していた。第6代国王ウィリアム・チャールズ・ルナリロは、ビショップが担っていたほぼ全ての商務に満足していたが、国土の一部であれ譲与することが先住ハワイ人の不評を買うことになることを懸念していた。ほとんどの島民は真珠湾だけでなく、あらゆる島々から土地が譲渡されることに反対していた。1873年11月までに、ルナリロは交渉を取り止め、医師の忠告も聴かずに飲酒に耽ってあっという間に健康を損ない、1874年2月3日に死亡した。
ルナリロは世継ぎを残さなかった。このような場合、議会に君主を選定する権限が与えられており、後継として選ばれたデイヴィッド・カラカウアが即位した。この新君主に合衆国政府は真珠湾を海軍に譲渡するよう圧力をかけた。カラカウアはこの譲渡が米国に併合される嚆矢となり、また、大地 (ʻĀina) は肥沃で神聖であり、誰にも売り渡すものではないと信じるハワイ人の伝統を踏みにじることになると懸念していた。1875年、合衆国議会はフォード島と交換にさらに7年間の互恵条約を締結することを認めた。 しかし、7年後に期限がきても、合衆国は延長に興味をほとんど示さなかった。

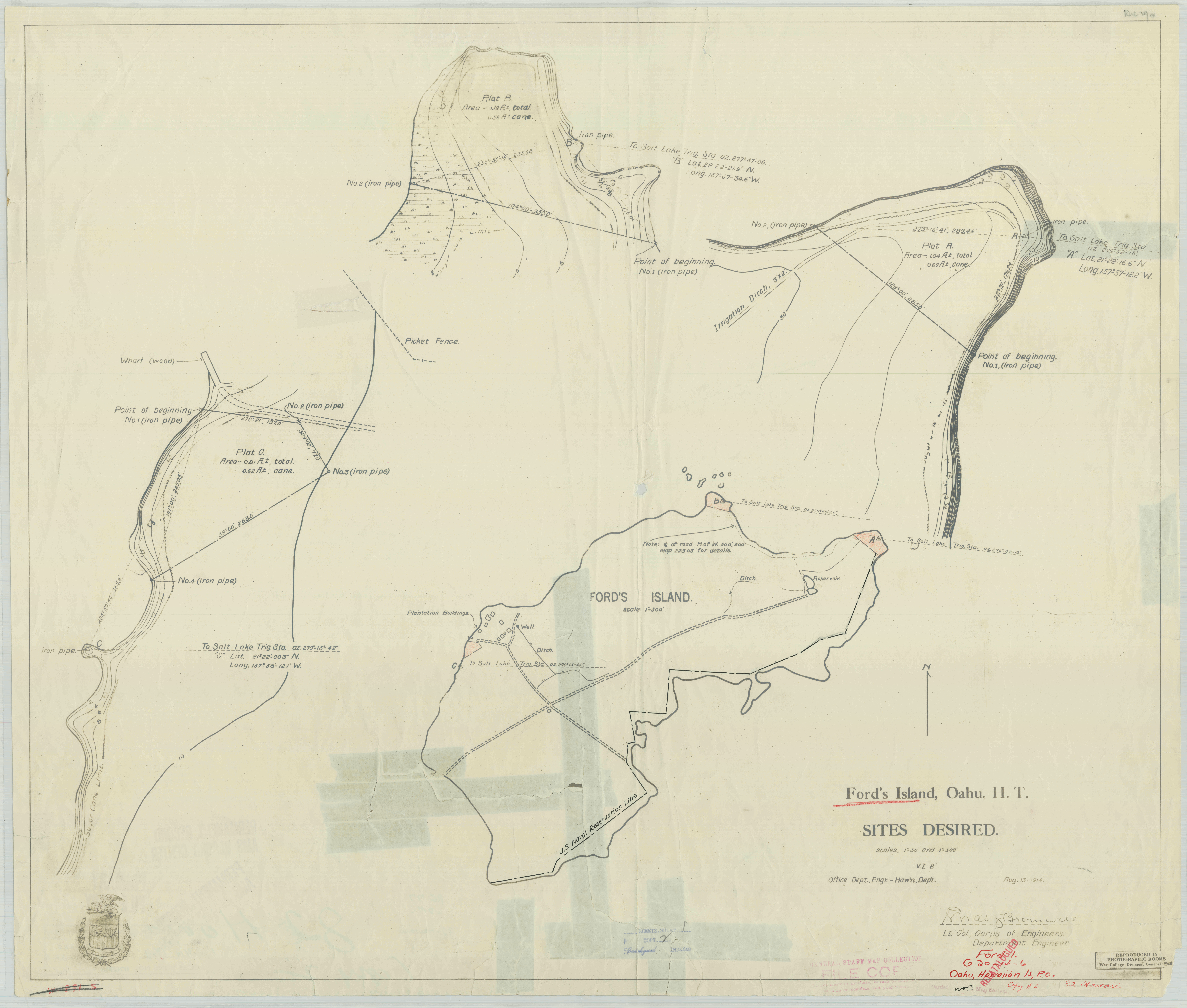
1914年8月13日時点の、フォード島のオアフ砂糖プランテーションの地図。

1887年1月20日、合衆国は真珠湾の租借を開始した。 その直後に、大半が非ハワイ人からなるグループが、「ハワイアン同盟」と名乗り反乱反乱を引き起こした。 彼らは1887年7月6日に独自で憲法を起草した。この憲法を書いたのは内務大臣のロリン・サーストンで、義勇軍の武力を背景にカラカウアを脅迫し、首相の退陣と君主の権力を大きく削減する新憲法への署名を強いた。この憲法は武力を背景に制定されたため、「バヨネット憲法」と呼ばれた。
（砂糖の輸入に権益を得ていた）カリフォルニア州から支援を受けて、カラカウアは再び議会と交渉を行った。 未だ合衆国が互恵条約に無関心と見てとった彼は、オーストラリアかニュージーランドとより有利な貿易協定を締結すると予示した。 合衆国議会はこの条約が締結されれば、ハワイが合衆国ではなく締結先と併合する結果となるのではないかと危惧を抱いた。カラカウアはハワイの土地を外国に租借することを嫌ったが、1887年9月に条約更新に署名した。
オアフ製糖会社（別名、オアフ・サトウキビ・プランテーション）がジョン・パパ・イイの地所から（彼が、1891年に島を購入した後で）120ヘクタールを借り受け、1899年から砂糖の精製を始めた。この事業は成功し、会社は ベンジャミン・ジリンハムからワイピオ半島（ワイピオの南東）を借り受け、12器のローラーミルと鉄道を建設した。サトウキビは、貯水池から真水を共有する用水路を張り巡らせたフォード島で栽培され、収穫後ははしけと鉄道でミルまで運ばれた。
1902年、近くにあったバーニス・パウアヒ・ビショップの地所が、真珠湾周辺の土地を市場価値より安価に購入する目的で合衆国の提訴した訴訟に負けた。ビショップの地所の地価は1エーカー当り600ドルだったが、合衆国は1エーカー当りたった30ドルしか支払おうとしなかった。結果として陪審員は、合衆国の購入価格を1エーカー当り75ドルと決定した。フォード島の土地に対する関心と同様の訴訟に直面し、ジョン・パパ・イイの地所から25エーカーが合衆国に対して無償で譲渡された。 その代わりに、合衆国は島全体に対して起こしていた訴訟を取り下げた。

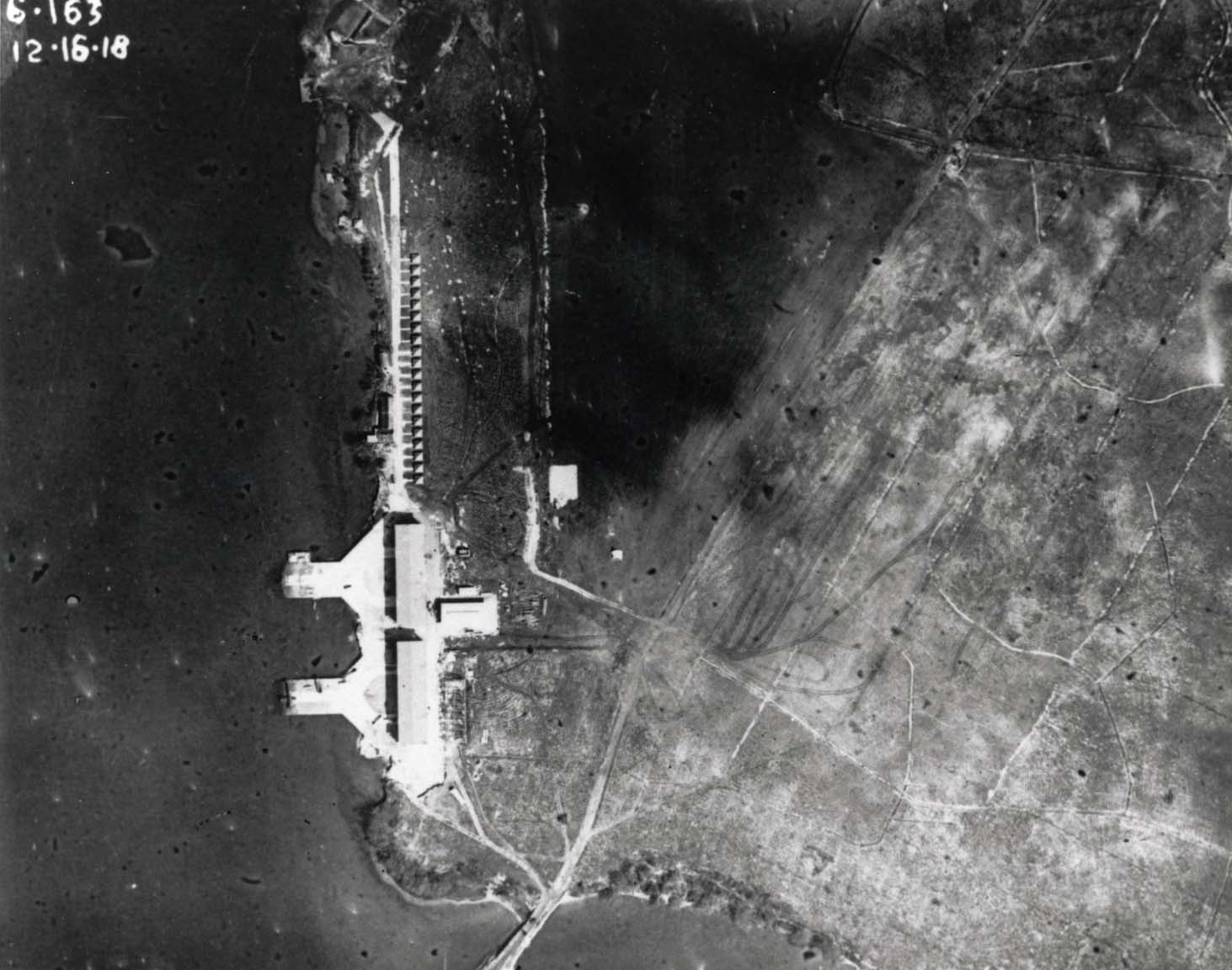
フォード島の最も初期のものと見られている航空写真（1918年12月16日撮影）

米軍は、6インチ砲を設置するため、ジョン・パパ・イイから島の北側と南側の合わせて10.45ヘクタールの敷地を3,000ドルで借り受け、ボイド砲台とヘンリー・アデア砲台を築いた。 1917年、事業に損害をうけるオアフ砂糖会社の提訴にかかわらず、ジョン・パパ・イイは合衆国に土地の一部を売却し、飛行場が建設されることになった。

### アメリカ陸軍航空部

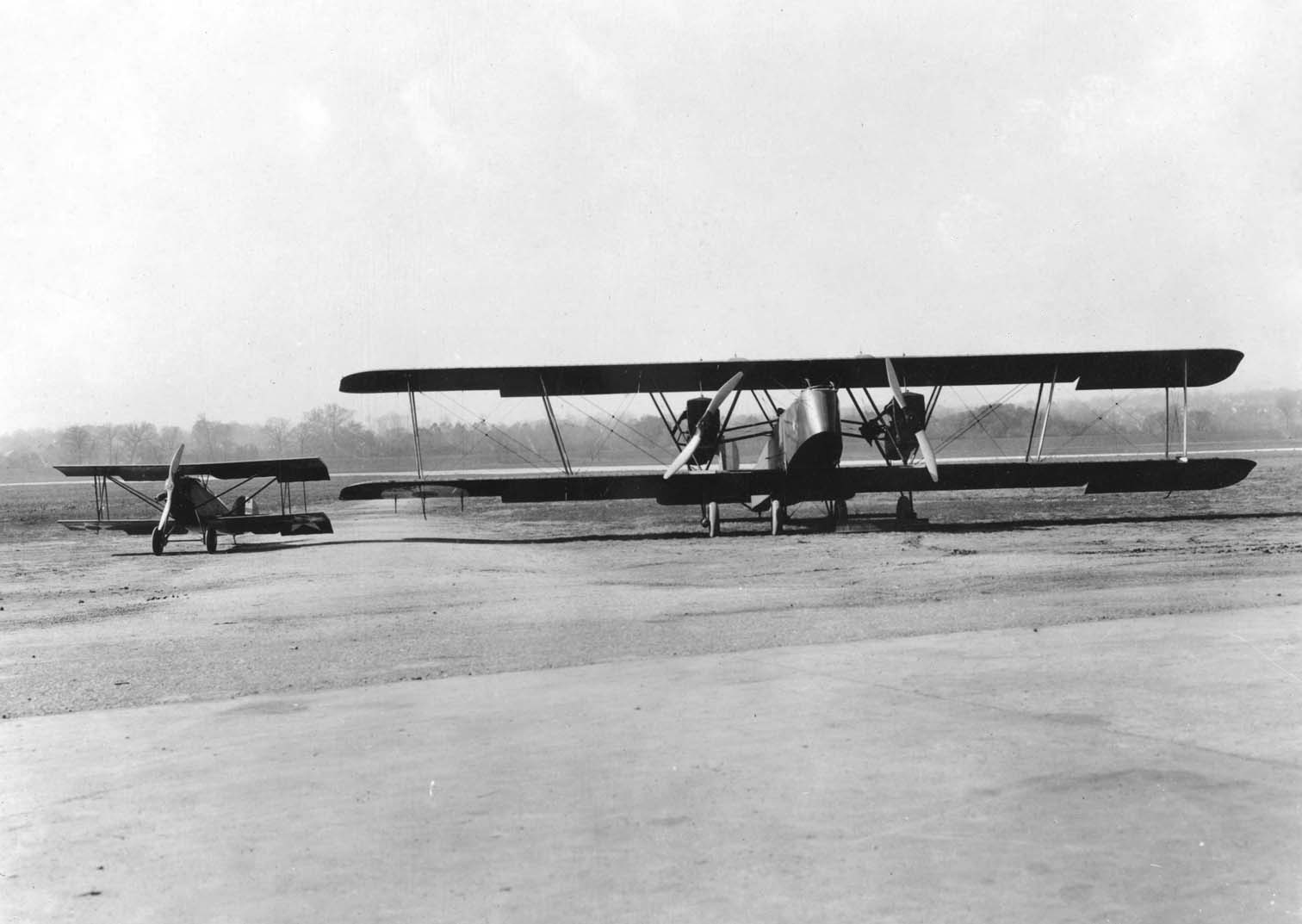
ルーク・フィールドのマーチン MB-1 （1918年8月15日撮影）

1917年、ホノルルに第6飛行隊が設立され、司令官としてジョン・F. カーリー大尉が任官した。50機が所属することとなったが、49機しか到着せず、1機は途上で放棄された。カーリーは新たな部隊の基地として、水の入手と風の状況の良さからフォード島を選び、ジョン・パパ・イイ土地信託団体から236,000ドルで用地を買い取った。カーリーがワシントン州に移動となり、隊の指揮権はまずジョン・B・ブルックに移り、その後ヒュー・J・ナー少佐が着任して、彼が格納庫と滑走路を整備した。最初に配属した兵士たちは、丘を削り巨石を取り除き、地面を水平に整備しなければならなかった。
全ての隊舎と主要格納庫は1918年に完成した。格納庫の1つは鋼鉄と木材で造られた大型のもので、水上機と飛行艇用に2つのコンクリート製格納庫が作られ、他に倉庫や工場、現像室、発電所が建設された。1919年、基地は第1次世界大戦のエース・パイロットで名誉勲章を授与された英雄であるフランク・ルークにあやかって、ルーク・フィールドと命名された。アメリカ陸軍によるフォード島への飛行場の設置は、ハワイの至るところで民間空港の建設ラッシュを引き起こし、全米飛行家協会のハワイ支部の設立と全米空港コードの割り当てが行われた。陸軍航空部隊の存在は、ハワイ人に通常は好意的に受け入れられた。軍の派遣が彼らの土地に対する敬意の表れと受け止められたためだ。
| ルーク・フィールドに配属されたアメリカ陸軍の航空機 | ルーク・フィールドに配属されたアメリカ陸軍の航空機 | ルーク・フィールドに配属されたアメリカ陸軍の航空機 |
| 年                                                 | Unit                                               | 航空機                                             |
| -------------------------------------------------- | -------------------------------------------------- | -------------------------------------------------- |
| 1919–1942                                          | 第2監視群、後の第5監視群                           | —                                                  |
| 1918–1927                                          | 第6飛行隊、後の第6戦闘飛行隊                       | N-9、R-6、HS2L、DH-4、JN-4、MB-3、フォッカー D.VII |
| 1924–1927                                          | 第19戦闘飛行隊                                     | JN-6、MB-3、S.E.5、DH-4                            |
| 1920–1922, 1927–1939                               | 第4飛行隊、後の第4監視飛行隊                       | DH-4、O-19、OA-1、B-12、 P-12                      |
| 1922–1939                                          | 第23飛行隊、後の第23爆撃飛行隊                     | NBS-1、JN-6、DH-4                                  |
| 1923–1939                                          | 第72爆撃飛行隊                                     | DH-4、NBS-1、LB-5                                  |
| 1930–1939                                          | 第50監視飛行隊、後の第50偵察飛行隊                 | O-19                                               |

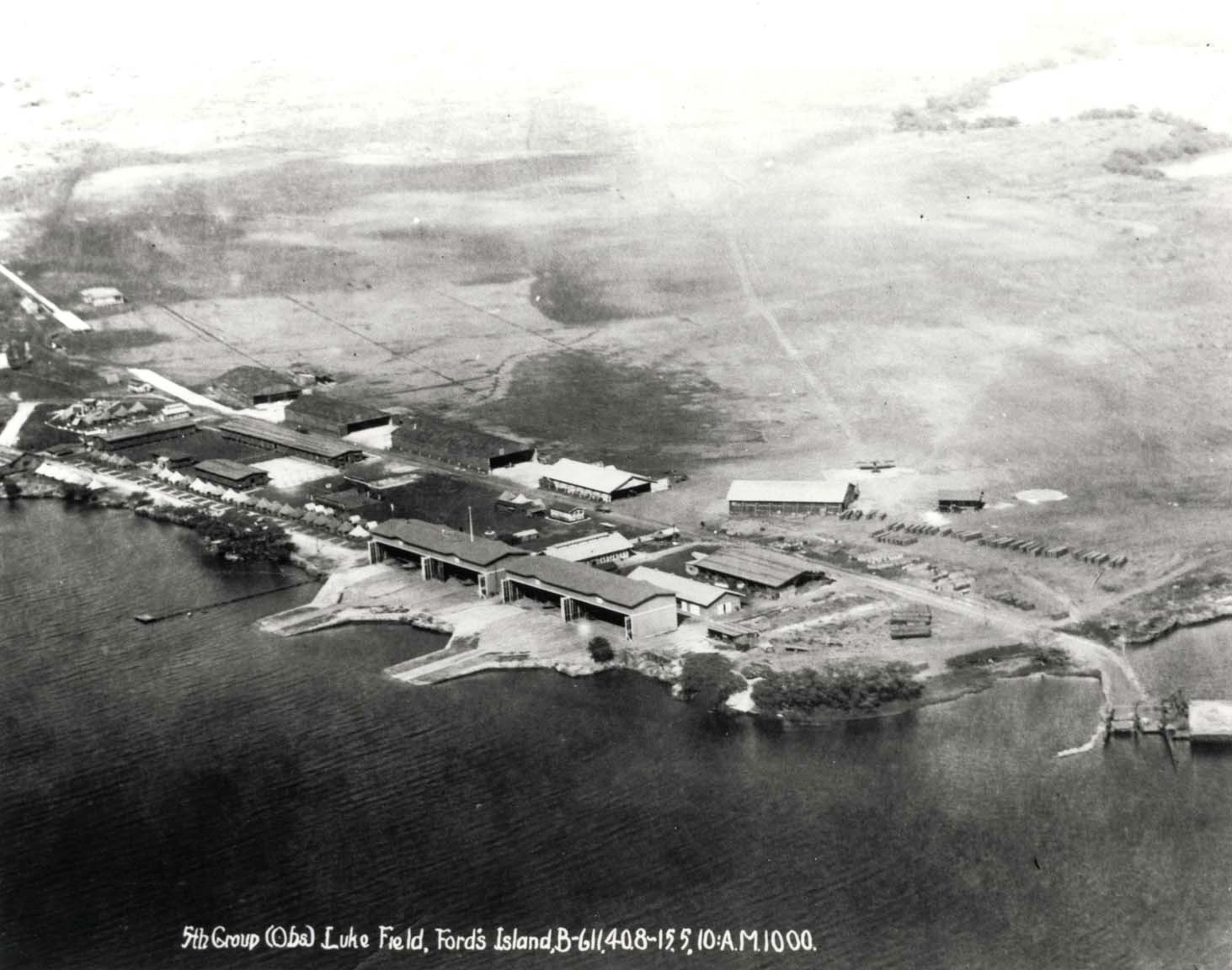
1919年～1921年頃のフォード島（撮影日不明）

アメリカ海軍は、ハワイに基地が必要と結論を下し、フォード島の陸軍基地を候補と見定めた。 真珠湾海軍航空基地に配属する士官9名と兵員55名が、1919年12月19日に任命される。海軍は陸軍から島を接収し独占を試みたが、ニュートン・ディール・ベイカー陸軍長官はそれを認めず、両軍が島を分け合うことになり、陸軍は島の西側、海軍は南東部に陣取った ロバート・D・カーク＝パトリックが島内に海軍基地を設立するために、4機の航空機と55名の兵員を揮下に派遣された。 カーク＝パトリックの部下は、第1次世界大戦で使用され廃棄予定だった2機のカーチス HS2L飛行艇と2機のカーチスN-9を受け入れ、島の対岸に建設された2棟の巨大なキャンバス地の格納庫に収容した。 ジョン・ロジャーズ少佐が後任として着任した後、分遣隊が島へ移動し、海軍航空工廠TSやフェリックスストウ F5L、カーチス H-16、キーストーン PK-1、ダグラス DTを受領した。 軍艦を係留するために石材とコンクリートで、島中に岸壁を建設し、1926年には、ヴォートFUとヴォートVE-7、ヴォート VE-9複葉機が配属された。

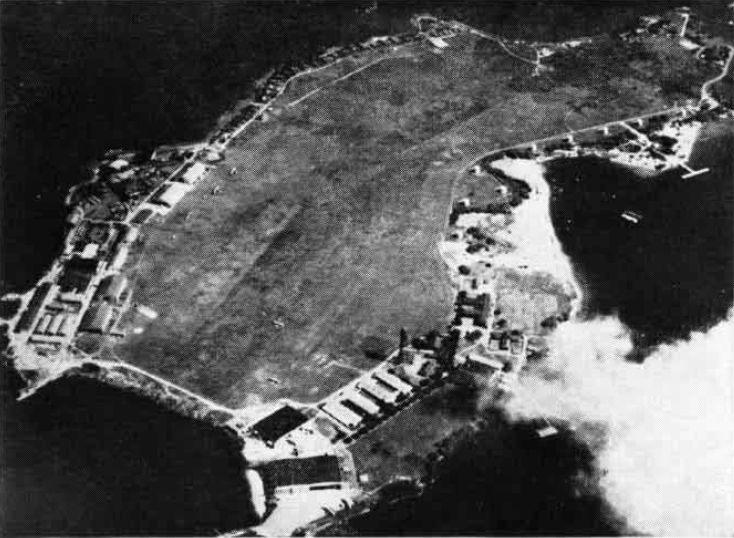
フォード島の空中写真（1930年撮影）

1930年代、海軍は真珠湾内に戦艦や空母を入港させるため、1千5百万ドルを拠出して湾底の浚渫を決意した。 工事は1940年5月に始まり、外洋からフォード島までの水路と島を一周する水路を確保するため、990万立方メートルの土砂が浚渫された。 更に、戦艦を停泊させるために、ウェスト・ロックやイースト・ロック、ミドル・ロックも浚渫している。浚渫された土砂は埋立に利用され、島の面積は135ヘクタールから178ヘクタールにまで拡張した。
海軍はPK-1やF5L、H-16といった航空機を新型機に交換した（以下の表を参照）。1933年には第8F哨戒中隊が到着し、1935年には、陸軍の爆撃機が大型化し、ルーク・フィールドでは保守や駐機が困難となった。陸軍は新たな飛行場の建設を開始し、アメリカ陸軍航空隊創設期のパイロット、ホレース・ミーク・ヒッカム中佐の名を冠し、ヒッカム陸軍飛行場と命名した。 1936年から1940年の間、パンナムが合衆国とアジアを結ぶ長距離国際線を運行し、給油のためにフォード島を利用した。海軍は2万5千ドルで艇庫を建設し、さらに57万9565ドル掛けて、新たな隊舎、消防、給水、照明施設を整備した。1936年6月には、島の着陸場を120メートルから900メートルに延長している。1937年5月、ルーク・フィールドにアメリア・エアハートがロッキード・エレクトラで再到来し、未還に終わった世界一周飛行に飛び立っていった。
| 1931年当時の真珠湾海軍航空基地の海軍機 | 1931年当時の真珠湾海軍航空基地の海軍機 | 1931年当時の真珠湾海軍航空基地の海軍機 |
| 部隊                                   | 航空機                                 |                                        |
| -------------------------------------- | -------------------------------------- | -------------------------------------- |
| 第1哨戒中隊                            | T2D6機                                 |                                        |
| 第4哨戒中隊                            | PC-112機                               |                                        |
| 第6哨戒中隊                            | T4M-16機 T3M-26機                      |                                        |
| 第6偵察中隊                            | OA-82機 O2U1機                         |                                        |

1939年、3年に渡る工事ののち、ヒッカム飛行場が開設した。陸軍はすべての運用をこちらへ移し、ルーク・フィールドは海軍に引き渡された。引き渡し後はフォード島海軍航空基地と改名され、第2哨戒航空団の司令部となった。その後、旧名はアリゾナに設立された新たな基地、ルーク空軍基地に引き継がれることになる。1939年9月8日、大統領による緊急声明により、島はさらなる軍事行動に備えるために新たな施設建設に拍車がかかった。これにより兵舎、組立補修用格納庫、本部棟、管制塔が整備され、さらに洗濯場や劇場まで建てられた。第二次世界大戦の絶頂期には、4万人の人員が島内で生活し働いていた。

### 真珠湾攻撃
1930年代初頭、大日本帝国はその版図を中国へ広げようとしていた。この攻勢に対して、合衆国とイギリス、オランダは鉄鋼や航空燃料の禁輸による経済制裁を行った。これは日本が戦争遂行に必要とする当該資源の90パーセントに相当していた。これにより日本は対中撤退か別ルートからの資源確保による戦争継続の判断を迫られることになる。結局、日本は継続の道を選んだものの、まずは合衆国からの脅威を排除する必要があると判断した。

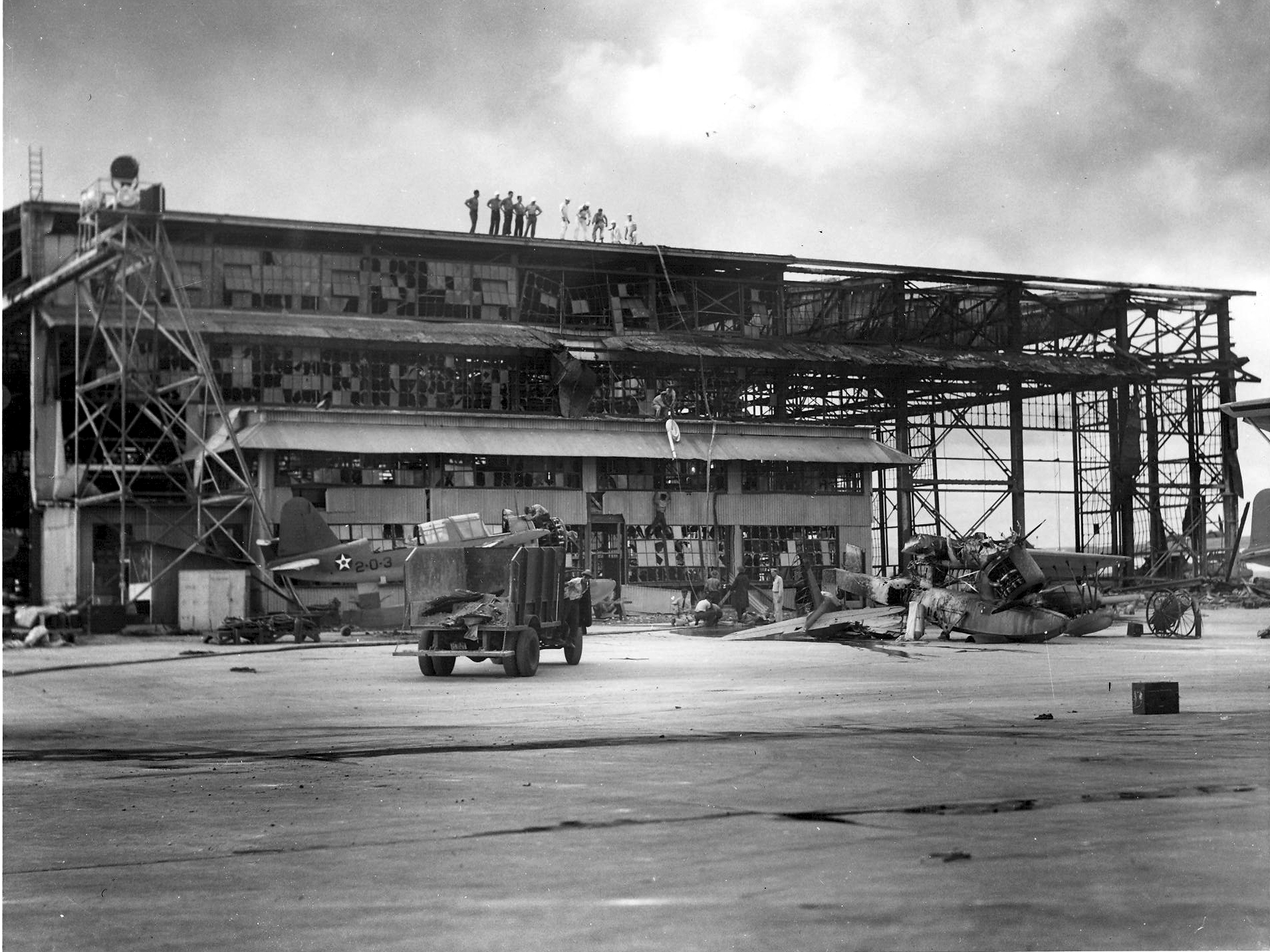
攻撃を受けたフォード島の破壊された格納庫

（真珠湾の中央にある）フォード島には第2哨戒航空団の司令部があり、1941年12月7日の日本による真珠湾攻撃の空襲第1波の重要目標だった。夜明け前、太平洋戦略センターではフォード島の東岸に沿って6組の離断桟橋に7隻の戦艦が列をなして係留されていた。F-2桟橋（島の南端）は通常空母を係留するために使用されていたが、当時は空だった。太平洋艦隊旗艦のカリフォルニアは北東側のF-3に、続いてメリーランドとオクラホマ（外側）、テネシーとウェストバージニア（外側）がそれぞれ横並びに係留され、テネシーの奥にはアリゾナが補修船ベスタルと並んで停泊していた。 列の近くにはネバダが単独でF-8桟橋に繋がれていた。 ここに係留されていた戦艦はいずれも艦齢が18年から25年で、太平洋艦隊のうち2隻を除く全てが揃っていた。ペンシルベニアも真珠湾内にいたが、海軍ヤードの乾ドックに入っていた。残るコロラドは、オーバーホールのため西海岸にいた。この9隻の戦艦が艦隊を組めば、1隻少ないものの日本の活動中の戦闘艦隊と同等だったが、ほとんどの日本の艦艇は新しかった。
| Map of Pearl Harbor, with locations of battleships and facilities | 1:カリフォルニア 2:メリーランド 3:オクラホマ 4:テネシー 5:ウェストバージニア 6:アリゾナ 7:ネバダ 8:ペンシルベニア 9:フォード島海軍航空基地 10:ヒッカム飛行場 A:石油タンク B:太平洋軍司令部 C:潜水艦基地 D:海軍ヤード |
|                                                                   | 1:カリフォルニア 2:メリーランド 3:オクラホマ 4:テネシー 5:ウェストバージニア 6:アリゾナ 7:ネバダ 8:ペンシルベニア 9:フォード島海軍航空基地 10:ヒッカム飛行場 A:石油タンク B:太平洋軍司令部 C:潜水艦基地 D:海軍ヤード |

最初の爆撃は、現地時間7時57分に行われ、歴史的な至急報 "Air Raid, Pearl Harbor—this is no drill."「真珠湾に空襲－これは演習ではない」が発せられた。フォード島を囲む戦艦は日本の攻撃部隊の第一目標だった。40機の雷撃機のうち24機が戦艦列の攻撃に投入され、湾内の他の場所で戦艦を発見できなかった5機を上回る機体がフォード島のこの地域にやってきた。雷撃機はあわせて29本の200キログラムの炸薬を搭載した九一式魚雷を装備しており、その内12本が目標に命中したと見なされている。カリフォルニアに2本、ネバダに1本、オクラホマとウェストバージニアには合わせて9本が命中し、この2隻は命中後数分で沈没した。
雷撃機の攻撃に続いて爆撃機が徹甲爆弾を水平爆撃し、その後も別の機体が水平爆撃や急降下爆撃を行った。この攻撃により多くの直撃弾や至近弾を受け、カリフォルニアとメリーランド、テネシーは2度、ウェストバージニアはそれ以上の回数を受けている。

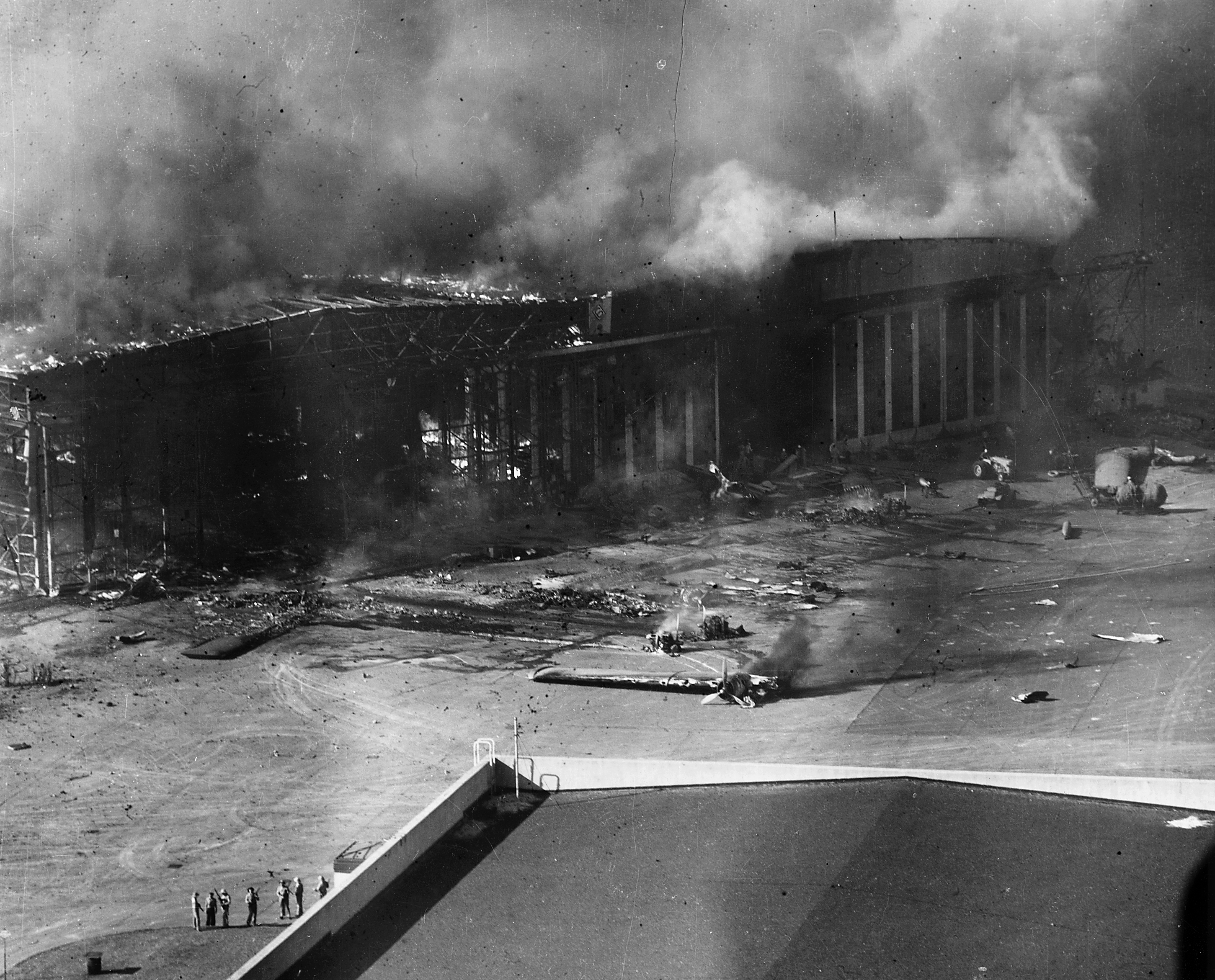
攻撃を受け燃え盛るフォード島の第6格納庫

カリフォルニアを狙った爆弾の一つが第6格納庫を直撃し延焼した。他の爆弾が第38格納庫（不発）や医務室の中庭（大きなクレーターが生じた）、補修組立格納庫の外の道路に落ちた。歩哨に就いていたセオドア・ホイーラー・クロフトが、島内唯一の犠牲者となった。
爆撃による最大の成果はアリゾナだった。爆弾は前部弾薬庫の近くで爆発して壊滅的な誘爆を引き起こし、船は即座に沈没した。アリゾナの沈没によりフォード島の基幹導水管が壊れ、真珠湾の奥にあった予備導水管も破壊されたため、島内の給水が停止した。ネバダは最終的に生き残ったが、島から離れて逃げつつあったところを見つけた爆撃機によりいくども急降下爆撃を受けた。島と海軍ヤードの間で沈没して湾内の航行を妨げることを怖れ、ネバダはあえて座礁した。
ウェーク島での任務から帰投中でハワイ近海にいた空母エンタープライズから数機が飛び立ち、攻撃のさなかに辿り着いた。日本軍機に撃墜された機体もあったが、より多くが友軍の誤射を受けて墜落している。エンタープライズ航空群の司令官、H. L. ヤングは島とエンタープライズと友軍機の間で交信を行うため管制塔に部下を向かわせたが、フォード島からエンタープライズへ無線通信を試みたものの、通信システムはうまく動かず、無線通信の不調が誤射の原因に成っていると報告を受けた。多数の艦艇と対空砲台に通知を試みた後、エンタープライズとフォード島の航空機が再び飛び立ち、数時間に渡って敵機の哨戒にあたった。しかしその内の数機が、厳戒態勢にあったフォード島の防空部隊の誤射をうけて再び墜落している。
列を成していた戦艦（バトルシップ・ロウ）とフォード島内の海軍基地以外にも、島の西側にあった固定係留設備（戦艦と空母が係留可能だった）も重要な攻撃目標だった。島の真西に停泊していた水上機母艦カーティスには撃墜された爆撃機が当り、爆撃による被害も受けた。その後、日本の甲標的特殊潜航艇による魚雷攻撃を受けたが命中せず、潜航艇はその後駆逐艦モナハンが撃沈した。第6格納庫とフォード島に駐機していた数機の哨戒水上機や飛行機（70機の内33機）が破壊されている。

#### 影響

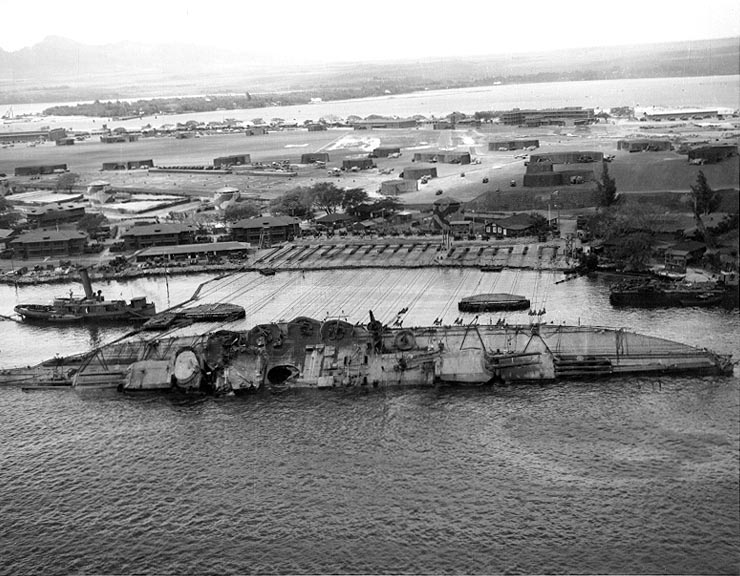
真珠湾内でサルベージ中のオクラホマ。およそ傾きが30度まで起き上がっている（1943年5月29日撮影）。

日本軍はバトルシップ・ロウにあった7隻の戦艦全てに被害を与えた。メリーランドとテネシー、ペンシルベニアは数週間で修理が完了した。他の3艦も一年以内に完了している。しかしオクラホマとアリゾナは完全に放棄された。合衆国太平洋艦隊の弱体化により、日本海軍は制海権を握り、それは8ヶ月後のガダルカナル島の戦いまで続いた。
空母エンタープライズは艦載機を飛ばして、フォード島の哨戒と日本海軍の空母の索敵を行った。 日本艦隊の捜索から帰還した5名のアメリカ人パイロットが、着陸しようとしてフォード島の対空部隊の誤射を受けて撃墜された。島の部隊長は友軍の誤射について次のように発言している：「誰かが発砲し、これまでの人生で経験したことも想像もしたこともない数の弾丸が空に放たれていた…全て夜の曳光弾だ」。
攻撃後、ハワイ大学から ROTC の学生が招集され、戦略本部の歩哨任務についた。 島内の診療所では給水と給電が止まっていたため、第二格納庫を臨時の病院として利用しなければならなかった。島内のガソリンタンクは空で、代わりに水が貯水された。塹壕が作られ、建物にはカモフラージュが施された。3トンを越える残骸が散乱していた滑走路は2時間で開放されている。ライフルを装備し警備任務についていた海兵隊員は、陸軍や海軍の兵隊に対する給食と衣服の支給に駆り出された。島内の拘置所にいた20名の囚人は海兵隊の隊舎に移され、そのまま仕事を割り当てられた。彼らの内数名はその働きにより減刑されている。攻撃後の夕刻より、ハワイの住人に対して照明を消し、電話の使用をやめ、消火のためバケツに水を貯めて、街路から車を退避（可能なら芝地に駐車）するよう命じられた。
航空機による再攻撃を防御するために、コンクリート製の護岸が60ヶ所に設けられ、さらに海軍は内径16インチの導水管を湾底に設置した。新たな管制塔が運用を開始したのは1942年5月1日で、海軍は防空壕とガス浄化施設を建設している。太平洋艦隊の指揮を改善する必要から、本部がフォード島に移された。
続く数週に渡って、海軍は、オクラホマを引き起こして解体する前に再浮上させ補修するために、島に21器の大型ウィンチを設置した。島側に引きずられることを防ぐため、船と海岸の間に珊瑚が山積みされた。結局オクラホマは太平洋戦争中は沈んだままであり、その後スクラップヤードへ牽引されていった。ネバダとカリフォルニア、ウェストバージニア、そして機雷敷設艦オグラーラは海軍によって引き揚げられた。全ての引き揚げ作業には合計20,000時間の海中作業が費やされ、また遺体や武器、弾薬、歴史的・軍事的に重要な航空機の捜索のため5,000回に及ぶ潜水が行われた。

## フォード島海軍補助着陸場

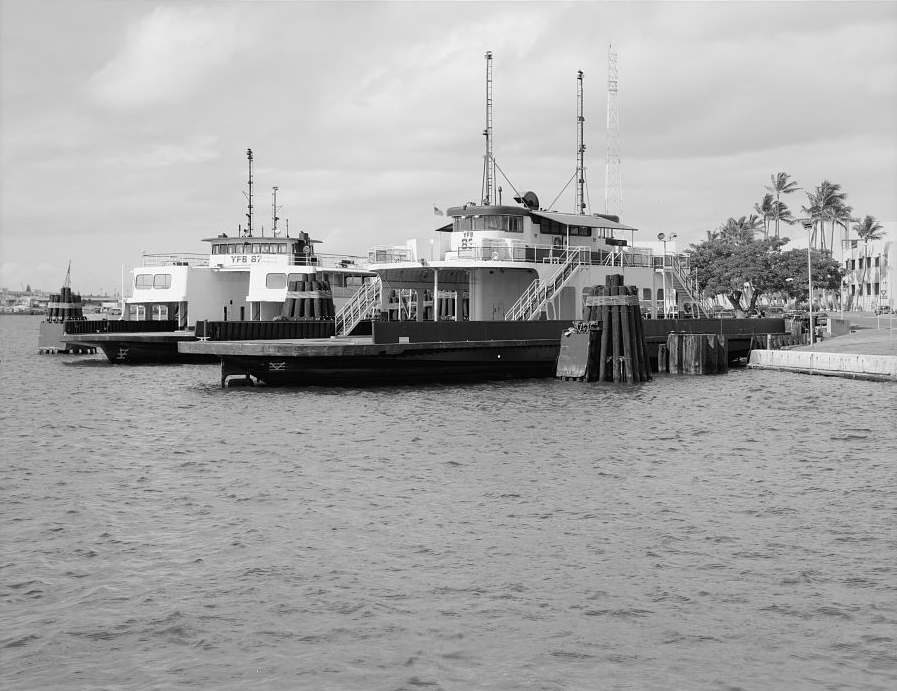
フォード島のフェリー。モコ・ホロ・ヘレ Moko Holo Hele （左）とワア・ヘレ・ホノア Waa Hele Honoa。

合衆国太平洋艦隊は1955年に艦隊情報センター太平洋支局(FICPAC)を開設した。ベトナム戦争が激化し、グアムにある支局だけでは対応できなくなったためだ。海事および航空施設が、かつてビショップの地所であった真珠湾の対岸側に移行していくに従って、島の他の役割は小さくなっていき、1966年、海軍はフォード島海軍航空基地を閉鎖した。しかし、島自体は航空基地の補助施設（海軍補助着陸場：NALF）として管理を続けた。
1970年2月、滑走路長 1,200メートルのフォード島 NALF が、民間の飛行訓練用に開放された。主に利用したのは地元の陸軍や海軍、空軍、海兵隊の飛行クラブだった。この時期、軍用ヘリの巡航訓練も フォード島 NALF を利用して続けられていた。1972年までに、訓練生が最初の単独飛行において島でタッチアンドゴー訓練が実施できるよう、ハワイ州（正式な州への昇格は1959年）と海軍は契約を締結した。島を訓練センターとして利用できる様になったことで、近くのホノルル国際空港の混雑解消の助けとなった。 1973年2月1日に命令が下り、第3艦隊は本部をフォード島に移した。これは1991年にサンディエゴに移動するまで維持された。島に残された海軍施設はいくつかの本部と士官の住宅だけだった。
| 運用     | データなし | データなし | データなし | データなし | データなし | 176,811 | 173,908 | 157,621 | 177,767 | 177,767 |        |
| 1980年代 | 年         | 1980       | 1981       | 1982       | 1983       | 1984    | 1985    | 1986    | 1987    | 1988    | 1989   |
| 1980年代 | 運用       | 142,438    | 123,419    | 108,828    | 84,857     | 71,542  | 85,102  | 75,429  | 62,406  | 77,456  | 29,128 |
| 1990年代 | 年         | 1990       | 1991       | 1992       | 1993       | 1994    | 1995    | 1996    | 1997    | 1998    | 1999   |
| 1990年代 | 運用       | 80,193     | 69,468     | 62,184     | 62,184     | 54,277  | 51,942  | 52,731  | 39,671  | 39,992  | 50,441 |

1998年5月4日までの12ヶ月間で、この空港では39,992回の離着陸が有り、1日平均110回だった。内訳は、一般航空用途が98パーセントで、軍用は2パーセントに過ぎなかった。1999年6月1日、国防総省のBRAC の一環として、バーバーズ・ポイント海軍基地が閉鎖され、民間のカラエロア空港兼バーバーズ・ポイント沿岸警備隊航空基地として代用された結果、フォード島 NALF における全ての活動は終了した。新たな空港は一般航空のために開港され、NALFは余剰地として返還された。
アドミラル・クレイリー橋（フォード島橋）が完成する以前は、島への移動はフェリー頼りだった。2隻のディーゼルエンジンのフェリー、ワア・ヘレ・ホノア (Waa Hele Honoa: YFB-83) とモコ・ホロ・ヘレ (Moko Holo Hele: YFB-87) が就航していた。ワア・ヘレ・ホノア（「島へ向かうカヌー」の意）は1959年に 274,000ドルで購入され、1961年3月3日に海軍が運用を開始した。2隻のうちでは古く大型で、全長55メートルあり、750名の乗客と33台の車両を搬送できた。もう1隻の、モコ・ホロ・ヘレ（「行来する船」の意）は1970年5月25日に110万ドルで購入され、全長49メートルで750名の乗客と42台の車両を搬送できた。両フェリーとも海軍の人員によって操縦され、軍関係者とその家族、招待客の利用のみに制限されていた。この2隻以外にも小型フェリーが数隻あり、歩行者はフォード島と真珠湾の別の場所へ移動することが可能だった。

### 再生

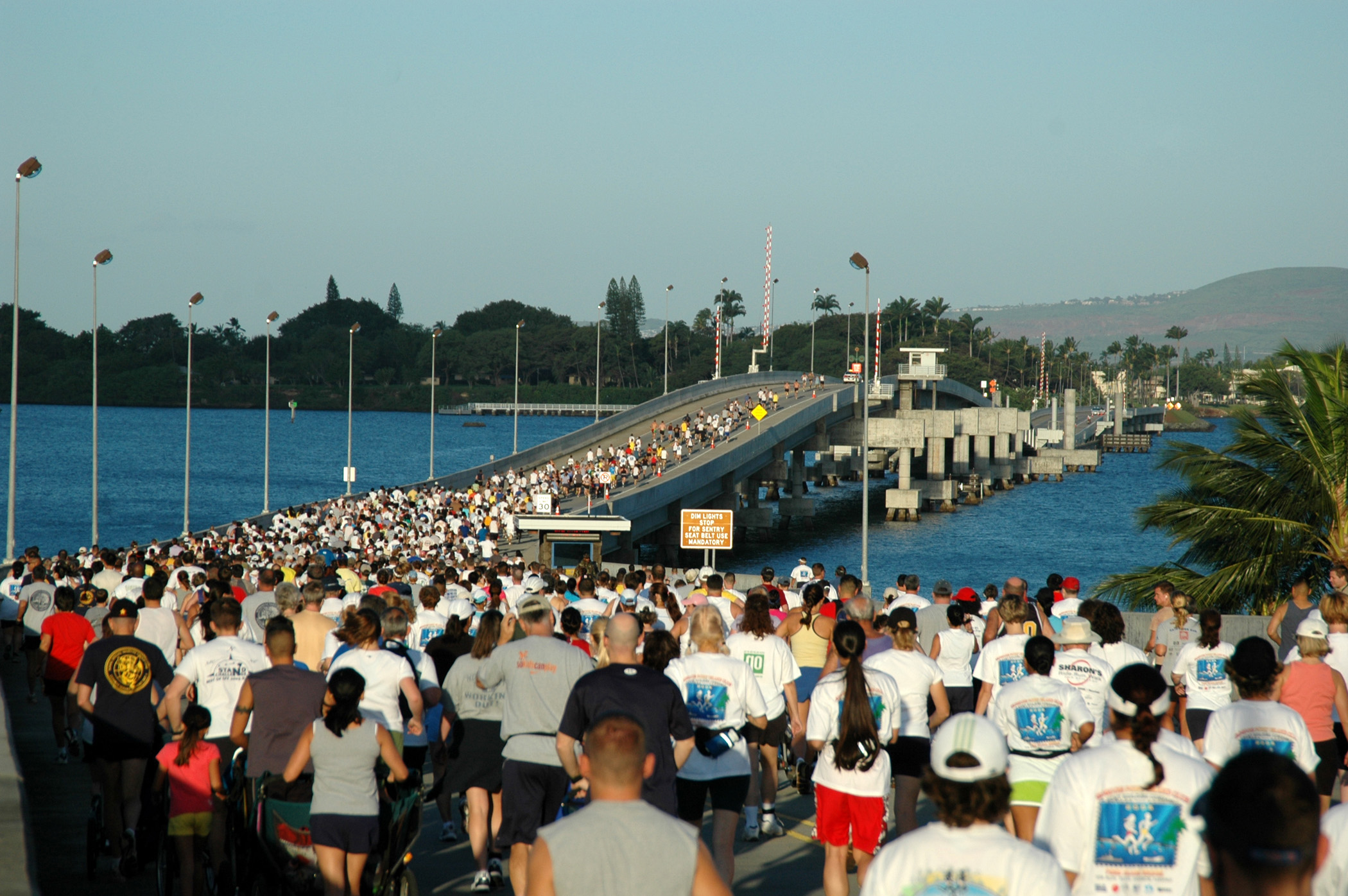
真珠湾で行われた2006年のフォード島10キロ橋梁ランに集まった1400名の軍人と民間人のランナーが、アドミラル・バーナード・“クリック”・クレイリー橋を渡っている。

初めは「どこにも行けない橋」と呼ばれた、アドミラル・クレイリー橋は、ダニエル・イノウエ上院議員が提出した、フォード島の「再生」と開発のために5億ドルの拠出を認める特別立法（法令2814）が基となり建設された。 これにより、45家族と3000人の労働者がカメハメハ・ハイウェイまで車で往来し、6.5ヘクタールの敷地に5千万ドルを掛けて建設された太平洋航空博物館に観光客が訪問できるようになった。計画には海軍人員用に500軒の住宅と託児所 、海軍ロッジが含まれている
島の開発計画策定において、海軍は島の軍事的必要性と歴史的価値を勘案して提言している。しかし歴史保存ナショナルトラストは、海軍の交渉姿勢が協力的というよりも誘導的とみなし、協力関係を維持するには限界があると考え、2001年にフォード島を11ヶ所ある最も危機に瀕している歴史遺産の1つとした。海軍の計画には 、重要な格納庫や管制塔、水上機用ランプが含まれていたが、滑走路と1920年台の住宅、そして、水上機用ランプの弾痕の保存は考慮されていなかった。指定後トラストの希望通り、合意に至る前に海軍は保存範囲の拡大に応じた。
住宅や施設を増やすために、海軍は島内のインフラを拡充する必要があった。 2001年に内径20インチ、全長1,800メートルの基幹下水管が島と対岸を結び、下水用ポンプも改良された。橋の構造はユニークで浮橋区間があるため、橋にケーブルを通してロックを横断させることができなかった。2005年海軍は、ハラワ・ランディングとフォード島ゴルフコースの間に、橋から平行に6メートル離して主管と補助の2つの導管を掘削する契約を結んだ。契約した施工者は、全長1,538メートルの、厚さ610ミリのカーボンスチール製で高い磁気遮断性能を有する導管を設置し、光通信用ケーブルと、46キロボルトの電力線を通した。

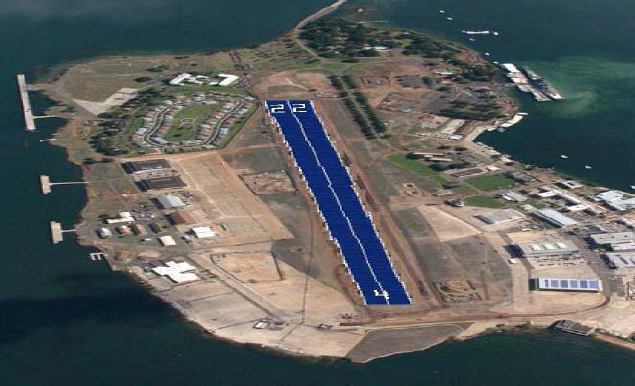
フォード島の滑走路を光発電パネルで覆うコンセプトデザイン

2013年6月、議会と国防総省によるハワイ州の化石燃料への依存度合い（全米最高）を軽減しコストを減らすことを目的とした命令に応じて、海軍はフォード島の11ヘクタールに及ぶ滑走路上に、60,000器の光発電パネル設置計画を立案した。この計画は2009年の提案（滑走路を明示するためのパネルの利用）と違い、発電量が2倍もあった。海軍はこの計画への賛同と引き換えに太平洋航空博物館へ管制塔のエレベータ修復費用として25万ドルの提供を申し出た。博物館はこれを拒否し、真珠湾攻撃とアメリア・エアハートの到来をフィーチャーして滑走路の重要性を強調した、計画に反対するインターネット・キャンペーンを展開した。これを受けて、海軍は計画を撤回し、パネルを真珠湾周辺の既存施設に展開することに決めた。

### 現在の状況
フォード島は依然として海軍が使用を継続している。敷地面積3,200平方メートルの太平洋戦闘能力センターがあり、演習や訓練、戦闘シミュレーションに利用されている。アドミラル・クレイリー橋が開通したことから、海軍はダニエル・イノウエ上院議員が命名した太平洋津波警報センターを、エワ・ビーチの老朽化した施設から、3億3100万ドルを掛けて島内に移設した。このセンターの立地は論争の的になっている。この場所は津波に対して脆弱であり、海軍の津波退避計画では、島の唯一の接続手段であるアドミラル・クレイリー橋を船の避難のために浮き橋区間を切り離す（これにより、車両による通行が不可能になる）ことに成っているためだ。また、島には軍用拘置所が引き続き設置されている。
通常はアラスカを本拠としている海上配備Xバンドレーダー (SBX-1) が2006年にフォード島にメンテナンスと修理に来航し、その後幾度か出港しては帰投を繰り返している。主として、太平洋上を自力で航行できる浮遊プラットフォームに搭載された弾頭探知レーダーシステムで、それが島へ到来することに対して疑念の声が上がっている。10億ドル近い費用を掛けたプラットフォームが実際にアラスカで運用されていないという事実から、陰謀論者は高周波活性オーロラ調査プログラムの可動バージョンではないかと主張している。
2013年、海軍はフォード島の海軍水中戦センター、キーポート部門に、シミュレーターや仮想現実を利用した訓練施設を400万ドルを掛けて建設することを明らかにした。 艦隊統合仮想訓練／試験施設 (FIST2FAC) は、実際に燃料や物資、船舶の配備コストを消費する代わりに、電子的に機雷や対空攻撃シナリオをエミュレートすることで再利用可能として、訓練費用を抑えるために開発されている。

## 記念物と博物館

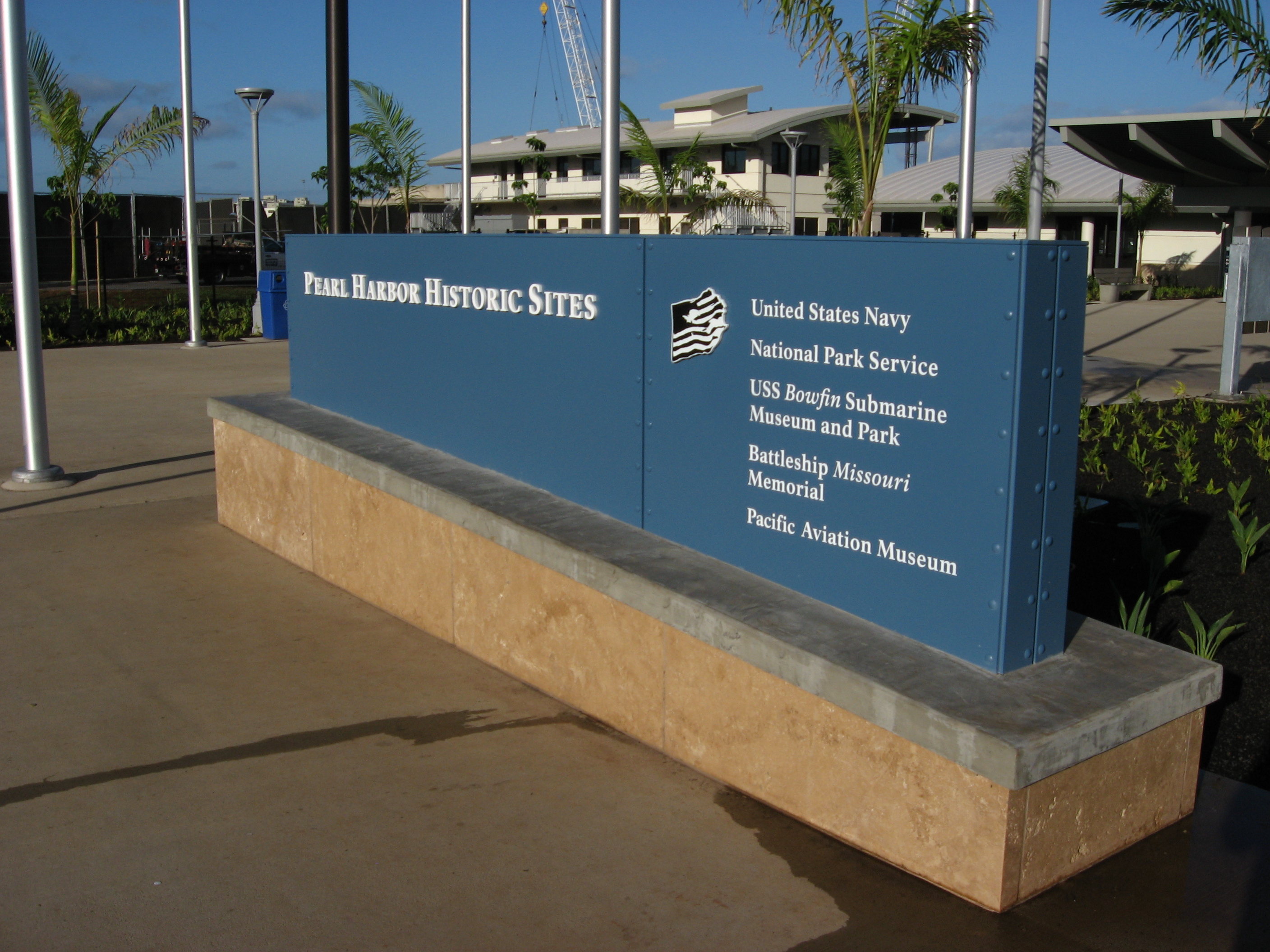
オアフ島のハラワ・ランディングにある第二次世界大戦武勲記念史跡の正面にある標識

真珠湾攻撃の直後、アリゾナはそのまま撃沈された場所を最後の墓場として真珠湾の海底に残されることに決まった。1958年、ドワイト・D・アイゼンハワー大統領は船体の上に記念物の建設を承認し、1962年アリゾナ記念館が建立された。記念館はハラワ・ランディング（フォード島の対岸）と一体となっており、訪問客はフェリーでアリゾナ上の施設を訪れる。フェリーは海軍の人員が操船しているが、施設全体は国立公園局が管理している。
1964年1月29日には、フォード島を中心とした真珠湾の海軍施設が "United States Naval Base, Pearl Harbor" として国定歴史建造物に指定されている。
戦艦ユタは、その当時には砲術練習艦として運用されていたが、島の沖に沈んだままに置かれている。ウインチでケーブルを引いて転覆した戦艦オクラホマをサルベージした海軍は、ユタも同様な手段で回復しようと試みたが、成功しなかった。1972年、（島の北西側にあった）ユタの残骸は船内に58名の行方不明者を残したまま、メモリアルとして残されることに決まった。
アリゾナ記念館の価値を損なう可能性もあったが、1998年に戦艦ミズーリがワシントン州からフォード島へ移送された。記念艦として1年間の改修の後、1999年1月29日に開館した。2006年12月7日、真珠湾攻撃から65年の記念日、10年以上の準備期間を経て、第37格納庫を中心として航空博物館が開館した。2007年12月7日、国立公園局と戦艦オクラホマ記念物委員会は、島の北東側にある戦艦ミズーリ記念館の入口のすぐ外側に、オクラホマ記念碑の 建立式典を行った。 真珠湾太平洋航空博物館は、2010年9月2日に海軍とフォード島の管制塔の貸借契約を締結した。この管制塔は真珠湾攻撃時、最初に無線で警報を発した場所であり、博物館は修復を開始している。

## 映画とテレビ
1965年公開の映画『危険な道』は、ジョン・ウェイン主演でフォード島で撮影された。この映画で画かれた、現実にはなかった攻撃前の士官夫妻が集まったプール・パーティのシーンは、2001年の記念日に島内の居住者によって再現された。1970年、島の管制塔は『トラ・トラ・トラ!』の撮影のために再塗装された。 撮影中、ボーイング B-17 フライングフォートレスがランディングギアの不具合を起こし、フォード島に不時着している。このシーンは映画の中で使用された。

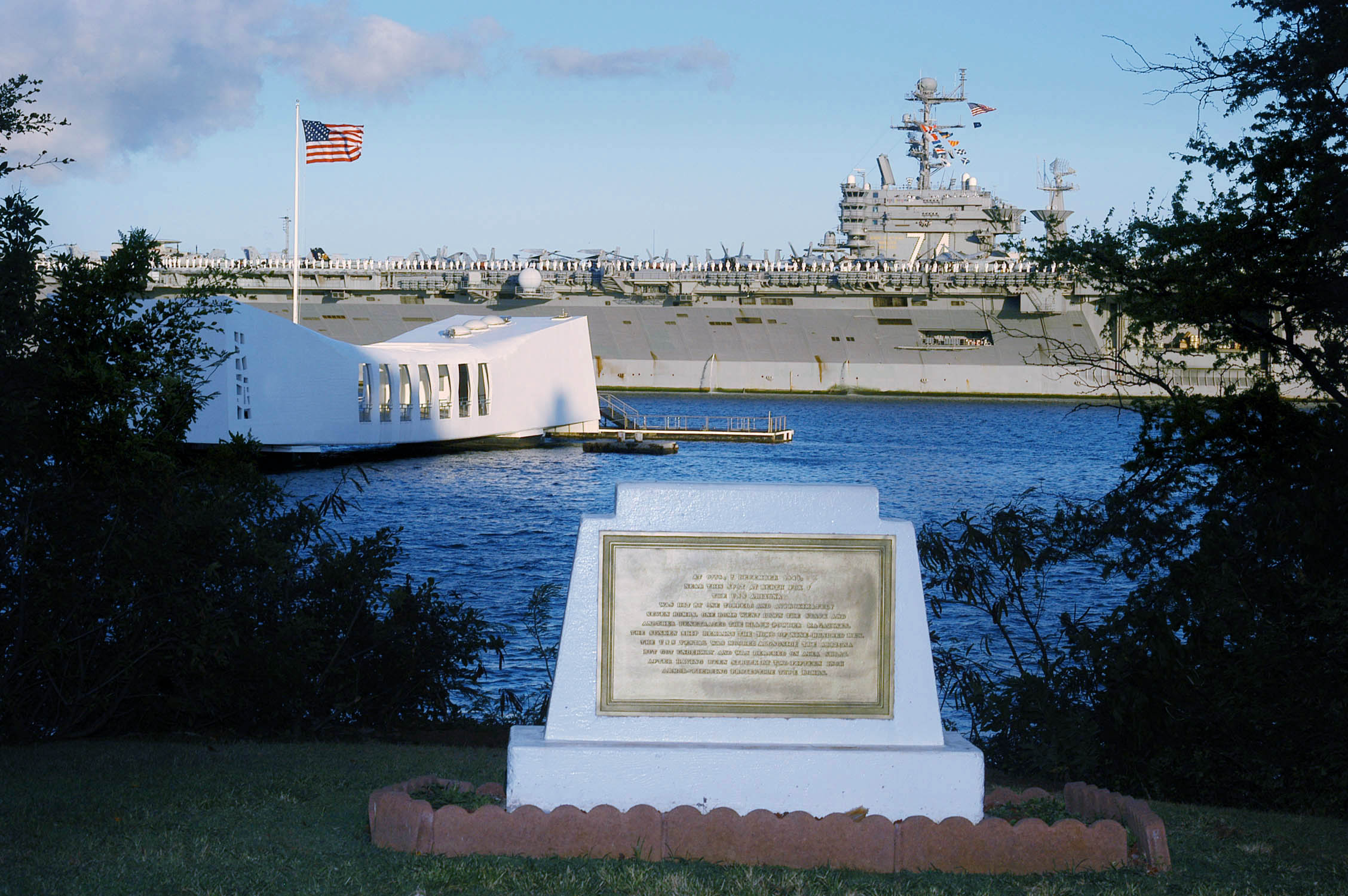
破壊された戦艦の残骸をバックに設置されている戦艦アリゾナ記念碑

2000年4月、マイケル・ベイ監督の映画『パール・ハーバー』の撮影が開始された。その前に、出演者とスタッフはアリゾナ記念館を訪問し、タッチストーン・ピクチャーズの代表と、プロデューサーのジェリー・ブラッカイマー、ベイ監督は献花を行った。プロデューサーは15機のビンテージ機体をフォード島に持ち込み、撮影のために一つの格納庫に収めた。さらに、彼らは爆撃を生き残った（沈没しなかった）15隻の船舶を真珠湾に集めた。管制塔の作戦室は、撮影の便宜上格納庫の中に再現された。太平洋航空博物館は、映画が管制塔に対する一般の関心を増やし、普及作業への寄付の増額に繋がることを期待した。ベイ監督はフォード島の歴史的重要性について次のように述べている：「 私には撮影前にフォード当周辺でスタッフが目にした鮮明な記憶がある。我々はほぼ60年前に魚雷が命中した位置が印された、沈んだアリゾナから直接面した位置にある表示板を訪れた。私のスタッフは無言で3分間この小さな記念碑の前で佇んでいた。それは、我々全員にとって厳粛な瞬間だった。私はこれが、仕事を始めるにあたり、スタッフの意気込みを高める助けになったと思う」 撮影中、ヴァルティー BT-13 ヴァリアントが島に墜落した雷撃機として使用された。
2010年、TVシリーズ Hawaii Five-0 で、戦艦ミズーリ記念館のすぐ外にある住宅街バトルシップ・コーブが1エピソードの舞台として選ばれた。このエピソードでは、パトカーがテネシー・ストリートとネバダ・ストリートでカーチェイスを行い、フォード島の多数の住宅と数名の住人がエキストラとして登場した。同じ年、ピーター・バーグ監督が戦艦ミズーリを取り上げた映画『バトルシップ』の撮影を開始した。当時メンテナンスのためにフォード島を離れていた艦は、その完了後ドックに戻るまでの間、外洋にでて撮影に従事した。戦艦ミズーリ記念館の館長マイケル・カーは、映画がこのフォード島の博物館の訪問者数を押し上げることに期待を示した。

### 訳注
1. ↑  現地時間。日本時間では12月8日
2. ↑  訳語は以下による：“国会図書館サーチ 橋梁と基礎 33(6)(390)”.   国立国会図書館. 2015年7月19日閲覧。

## 参考資料
- Hearings. アメリカ合衆国下院歳出委員会. (1921). pp. 737–739